# Svazek obcí mikroregionu Zásmucko
Svazek obcí mikroregionu Zásmucko je dobrovolný svazek obcí podle zákona v okresu Kolín, jeho sídlem jsou Ždánice a jeho cílem je celkový rozvoj mikroregionu. Sdružuje celkem 4 obce a byl založen v roce 2003.

## Obce sdružené v mikroregionu
- Zásmuky
- Ždánice
- Malotice
- Barchovice